# Muzică salsa
Salsa este un stil de muzică dansantă ce cuprinde ritmuri cubaneze, cum ar fi Son Montuno, Guaracha, Guaguanco și Son. Inițial, salsa nu a fost un ritm, ci un nume dat în anii '70 unui gen derivat din muzica populară cubaneză, cum ar fi chachachá, Mambo sau Son.

## Etimologie
Salsa înseamnă sos în limba spaniolă și poartă conotații legate de condimentele folosite frecvent în bucătăria latină și caraibiană. Mai recent, salsa a căpătat și o semnificație muzicală, atât în limba engleză cât și în limba spaniolă. În acest sens, cuvântul salsa a fost descris ca un cuvânt "cu asocieri puternice, dar fără definiții absolute, o etichetă care cuprinde un curcubeu de ritmuri și stiluri latine, primind o altă culoare în fiecare loc din lumea vorbitoare de limbă spaniolă". Domeniul muzical acoperit de salsa este foarte discutabil. Imigranții cubanezi, dominicani și portoricani din New York utilizau acest termen într-un mod similar cu swing sau soul, referindu-se la calitățile emoționale și la autenticitatea culturală a acestor stiluri în comunitățile africane sau americane. În această utilizare, salsa are conotațiile unei experiențe muzicale frenetice, aprinse și neîmblânzite care reflectă și se trage din elemente ale culturii latine, indiferent de stilul specific.
Numeroși compozitori și istorici au plasat în diverse perioade ale secolului al XX-lea prima utilizare a acestui termen. Sue Steward a declarat că salsa a fost folosită în muzică ca "un strigăt de apreciere pentru o interpretare solo picantă sau strălucitoare". Ea îl citează pe DJ-ul venezuelean de radio Phidias Danilo Escalona ca fiind primul ce a utilizat cuvântul cu acest sens; Max Salazar a considerat că originea termenului datează de la începutul anilor 1930, când Ignacio Piñeiro a compus Échale Salsita, un cântec dance ce protestează împotriva mâncării fără gust. Deși Salazar descrie această piesă ca fiind prima în acest stil, definindu-l ca "muzica latino dansabilă", însa Ed Morales a considerat că această înregistrare a reprezentat dorința lui Piñeiro ca membrii formației sale să interpreteze într-un tempo mai rapid. Morales a pretins că ulterior, solistul Beny Moré a strigat salsa într-un concert "pentru a releva înflăcărarea unui moment muzical, pentru a exprima un slogan naționalist cultural [și pentru a sărbători] "înfierbântarea" sau "picanteriile" culturilor latino-americane".
Termenul salsa nu este acceptat în totalitate, existând și obiecții legate de faptul că termenul are un înțeles vag și care te poate duce în eroare; de exemplu, stilul muzical al unor interpreți ca Tito Puente a evoluat cu câteva decade înainte ca salsa să fie recunoscut ca gen, fapt ce l-a determinat pe Puente să afirme că "singura salsa pe care o cunosc eu este îmbuteliată. Eu cânt muzica cubaneză". Deoarece salsa înglobează mai multe stiluri, unii observatori au recunoscut că termenul este folosit ca o strategie de marketing pentru a categorisi muzica într-un mod accesibil și celor nespecialiști. Un timp, autoritățile cubaneze au declarat oficial că termenul era un eufemism pentru muzica autentică din Cuba furată de către americanii imperialiști, însă această teorie a fost abandonată de presa locală imediat.

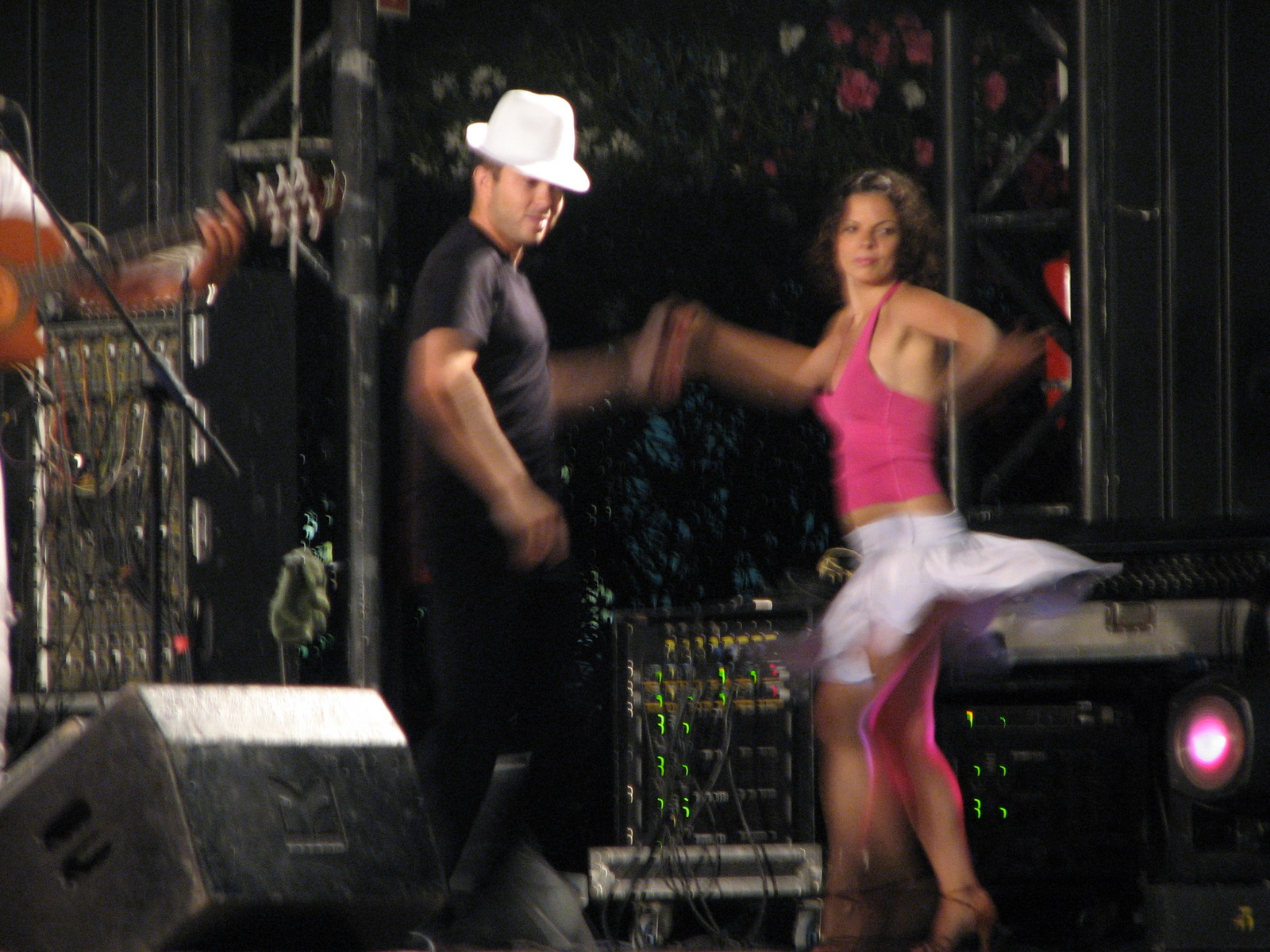
Muzică salsa

Unii specialiști consideră că salsa are un înțeles precis și concret. Peter Manuel definește termenul ca "un concept modern utilizat ca strategie de marketing și o voce culturală a unei noi generații", reprezentativ pentru "cristalizarea unei identități latine în New York la începutul anilor 1960". Manuel recunoaște de asemenea dihotomia culturală și comercială a cuvântului, notând că termenul cuprinde numeroase stiluri de latino-pop ce a servit la dezvoltarea solidarității latino, acesta notând și că "reciclarea muzicii cubaneze sub o etichetă artificială și obscurantistă este un alt exemplu al exploatării Nord-Americane a produselor provenite din lumea a treia; pentru populația latino, salsa umple golul dintre "tradiție și modernitate, sărăcia țării natale și dominația Statelor Unite, viața de stradă și ieșirile în club și între cultura rurală și corporațiile mediatice".
Cântărețul Rubén Blades a declarat că salsa este, în principiu, "un concept", fiind opusul unui stil sau al unui ritm bine definit. Unii muzicieni pun la îndoială faptul că termenul are vreo semnificație, Machito considerând că el a cântat salsa mai mult sau mai puțin timp de patruzeci de ani înainte ca stilul să fie inventat, iar Tito Puente a menționat că "eu fac muzică, nu gătesc" (referindu-se la sensul inițial al cuvântului). Celia Cruz a afirmat că "salsa este un alt nume pentru muzica cubaneză. Este mambo, chachachá, rumba, son... toate ritmurile columbiene adunate sub o singură titulatură".
Compozitorul Peter Manuel considera că salsa descrie un stil specific muzicii de la mijlocului anilor 1970 "când un grup de muzicieni cu origini latin-americane, stabiliți în New York, au început să modernizeze/reinventeze aranjamentele instrumentale de amploare, cunoscute în muzica anilor 40-50 prin intermediul genului mambo" și că termenul a fost "popularizat" la sfârșitul anilor 1960 de un post de radio din Venezuela și de Jerry Masucci de la Fania Records. În contrast, Ed Morales a declarat că salsa a fost folosită pentru prima dată ca un stil specific de către editorul și graficianul Izzy Sanabria. Morales a menționat de asemenea o utilizare timpurie a termenului de către Johnny Pacheco, un interpret dominican care a lansat în 1962 un album numit Salsa Na' Ma, titlul fiind tradus de Morales ca "are nevoie de puțin salsa sau de condimente".